# Дробинина
Дробинина (она же Абрамовка) — деревня в Коркинском сельском поселении Упоровского района Тюменской области.
Расположена на правом берегу Тобола на автодороге Упорово — Буньково — Коркино. Состоит из одной улицы Октябрьской. Расстояние до Коркино 5 км, районного центра села Упорово 33 км, областного центра города Тюмени 175 км.

## Историческая справка
Впервые упоминается 11.11.1881 года в метрической книге Богородице-Казанской церкви села Коркино в книге бракосочетания. 
Деревни Абрамовки прихода сей церкви, крестьянский сын Михаил Николаевич Еринов, православный, первым браком, 19 лет. Деревни Дугиной крестьянская дочь, девица Анастасия Васильевна Белова, православная, 18 лет. 
Абрамовка названа по имени основателя деревни Абрама Саввича Переладова (1805-24.06.1890). После 1884 года — деревня Дробинина.
Входила в состав Поляковской волости, с 1884 — Коркинской волости, с 1919 — Коркинского сельсовета, с 1924 — Одинского сельсовета, с 1954 — Коркинского сельсовета, с 2005 года в составе Коркинского сельского поселения.
- В 1912 году в деревне было две ветряных мельницы.[2]
- В советское время в 1929 году создан колхоз «Комбайн», построена ферма КРС. В настоящее время действующих предприятий нет.[2]
- В годы Великой Отечественной войны ушли на фронт 16 человек из них 7 человек не вернулись домой.[2]

## Население
| 1897 | 1926 | 1989 | 2002 | 2010 |
| 112  | 125  | 43   | 48   | 31   |